# گمینا بارتنگچکا
گمینا بارتنگچکا (به لهستانی:  Gmina Bartniczka) یک گمینا در لهستان است که در شهرستان برودنیتسا واقع شده‌است. گمینا بارتنگچکا ۸۳٫۳۵ کیلومتر مربع مساحت و ۴٬۷۱۴ نفر جمعیت دارد.